# Redoute Sint-Philip
De redoute Sint-Philip was een redoute die behoorde bij de Linie van Oostburg. Ze was gelegen tussen de Blontrok en de Brugsche Vaart, iets ten noorden van de buurtschap Klein-Brabant, aan de huidige Philipsweg.
De redoute, reeds door de Spaansgezinden aangelegd, kwam in 1604 in Staatse handen en werd in de Linie van Oostburg ingevoegd. In 1673 werd de linie, en daarmee ook deze redoute, opgeheven.